# حلقة كايزر-فلايشر
حلقات كايزر-فلايشر  (بالإنجليزية: Kayser–Fleischer rings)‏ هي حلقات بنية صفراء في محيط قرنية العين، وهي رواسب من النحاس في جزء من القرنية (غشاء ديسيميه) نتيجة لأمراض معينة في الكبد. أطلق عليها هذا الاسم نسبة للطبيبين الألمانيين د. برنارد كايزر ود. برونو فلايشر، اللذان وصفا هذه الحلقات للمرة الأولى عام 1903 و 1904.

## المظهر
تتكون حلقات كايزر-فلايشر أساسًا من رواسب نحاس، وتظهر في نقطة التقاء القرنية مع الصٌّلبة، في غشاء ديسيميه، بدايةً على شكل هلال في الجزء العلوي من القرنية. في نهاية المطاف يظهر هلال آخر في الجزء السفلي للقرنية ليحيط القرنية بشكل تام.
حلقات كايزر فلايشر هي دلالة على داء ويلسون، حيث لا يعمل الكبد بطريقة صحيحة في تعامله مع النحاس، مما ينتج عنه تراكم رواسب نحاسية في الجسد، مما يتسبب بمشاكل في الأنوية القاعدية وتشمع الكبد وتضخم الطحال وحركات لاإرادية وتصلب العضلات وتشوشات نفسية وخلل التوتر وعسر البلع. ويكون تشخيص داء ويلسون بمجموع تلك الأعراض ونقص السيرولوبلازمين في الدم (حامل بروتيني للنحاس) وظهور حلقة كايزر فلايشر.